# Anna Juliana Gonzaga
Anna Katarina Juliana Gonzaga av Mantua, född 1566, död 1621, var en österrikisk ärkehertiginna, gift med Ferdinand av Tyrolen. Anna blev som änka nunna i Marias orden och känd för sina visioner av Jungfru Maria.